# Mycobacterium gordonae
Mycobacterium gordonae es una especie de micobacteria que, junto con M. asiaticum, forma el clado de M. gordonae. Recibe su nombre por la bacterióloga estadounidense Ruth E. Gordon. La cepa tipo es la ATCC 14470.

## Microbiología
Pertenece al grupo II de la clasificación de Runyon (micobacterias escotocromógenas de crecimiento lento); las colonias producen un pigmento amarillo o naranja incluso cuando se cultivan en la oscuridad. Crece en el medio de Middlebrook y en el de Löwenstein-Jensen. Se encuentra muy extendida en todo el entorno natural, especialmente el suelo y el agua, incluso la del grifo. Por ello, la mayor parte de las veces que se aísla de muestras clínicas se considera que esta se ha contaminado.

## Enfermedad
Se considera una de las micobacterias menos patógenas, aunque se han registrado algunos casos, muy raros, de infección. Puede afectar a distintos órganos como los pulmones, peritoneo, ojos, corazón e incluso producir enfermedad diseminada. Se da sobre todo en personas inmunodeprimidas.